# Piano Live
Piano Live - album koncertowy polskiego pianisty Leszka Możdżera. Wydawnictwo ukazało się 19 grudnia 2004 roku nakładem wytwórni muzycznej Arms Records.
Album dotarł do 36. miejsca polskiej listy przebojów - OLiS.

## Lista utworów
Opracowano na podstawie materiału źródłowego.
| CD 1. "Dobry wieczór Państwu" 2. "Mazurek g-moll op. 24 nr 1" 3. "A-moll w D-dur" 4. "Biali" 5. "Wyzwanie meteorologii" 6. "Pub 700" 7. "So What" 8. "Kulisy preparacji" 9. "No Message" 10. "Dziewiąty trak" 11. "On Green Dolphin Street" 12. "Spirit Of Jazz" 13. "Incognitor" 14. "8296 taktów" 15. "Easy Money" 16. "Chwilia dla Audiofila" 17. "Sanctus" 18. "Christus vincit" |  | DVD 1. "Zdrowy Kołłątaj" 2. "Let's Do It Tomorrow" 3. "Kamilla" 4. "Wyzwania meteorologii" 5. "Mazurek D-dur op. 33 nr 2" 6. "Grande Valse Brillante" 7. "La Fiesta" |